# Typhlodromips sabaculus
Typhlodromips sabaculus är en spindeldjursart som beskrevs av Denmark och Muma 1973. Typhlodromips sabaculus ingår i släktet Typhlodromips och familjen Phytoseiidae. Inga underarter finns listade i Catalogue of Life.